# 都灵市立现当代艺术画廊
都灵市立现当代艺术画廊 (意大利语 - Galleria civica d'arte moderna e contemporanea di Torino or GAM Torino) 是意大利都灵的一个画廊，成立于1891-1895年，位于Magenta街31号，与东方艺术博物馆和夫人宫 (市立古代艺术博物馆）等都是都灵博物馆基金会的一部分。
这里有这座城市19世纪和20世纪艺术的永久收藏品，其中包括超过47，000幅画作、雕塑、艺术装置和视频艺术作品。 涉及的艺术家包括安东尼奥·卡诺瓦、乔瓦尼·法托里、朱塞佩·佩利扎·达·沃尔佩多、安东尼奥 ·曼奇尼、贾科莫·巴拉、保罗·克利、阿梅代奥·莫迪利亚尼, 巴勃罗·毕加索, 安迪·沃荷, 乔治·德·基里科, 卢齐欧·封塔纳等人。

## 历史

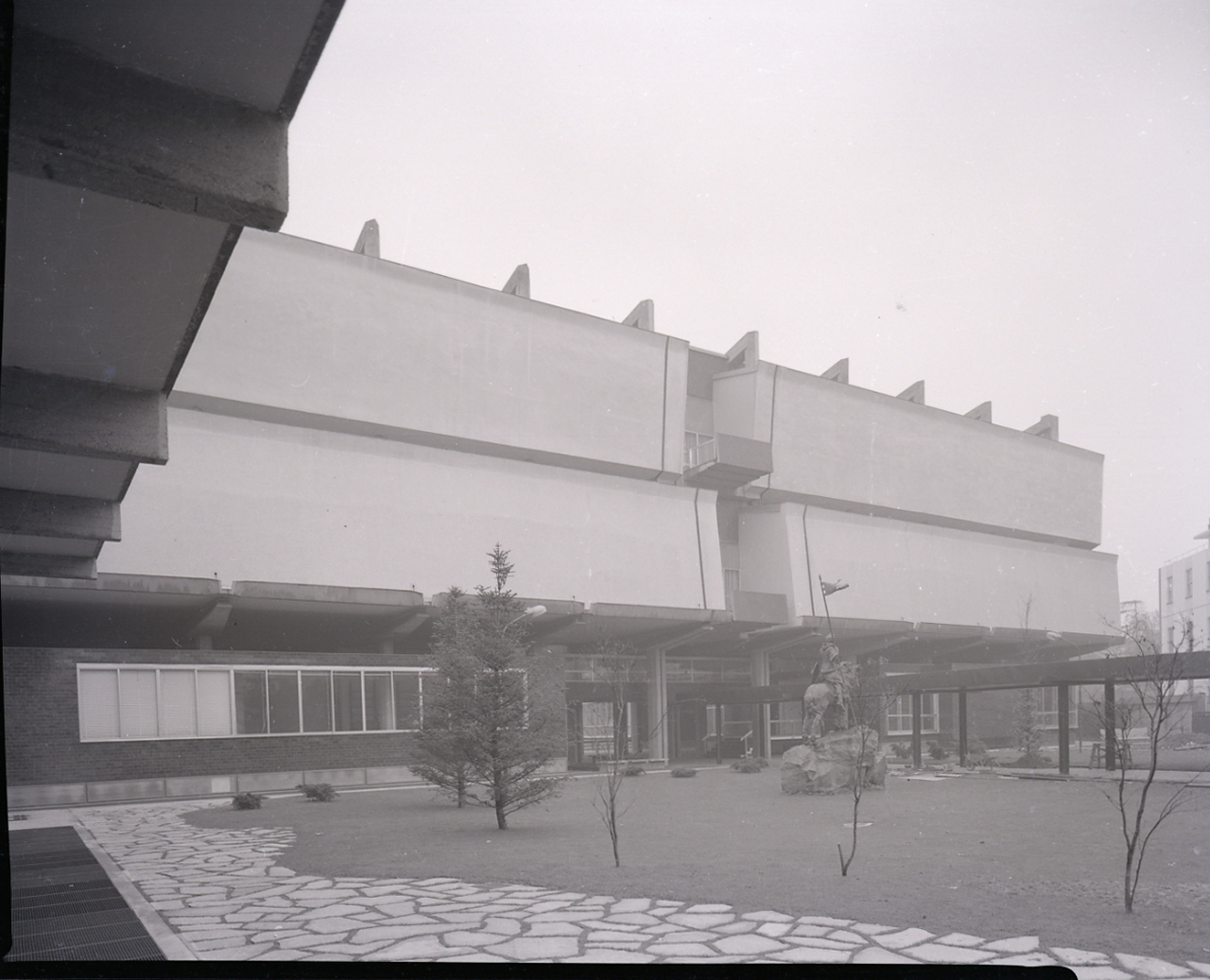
1959 年

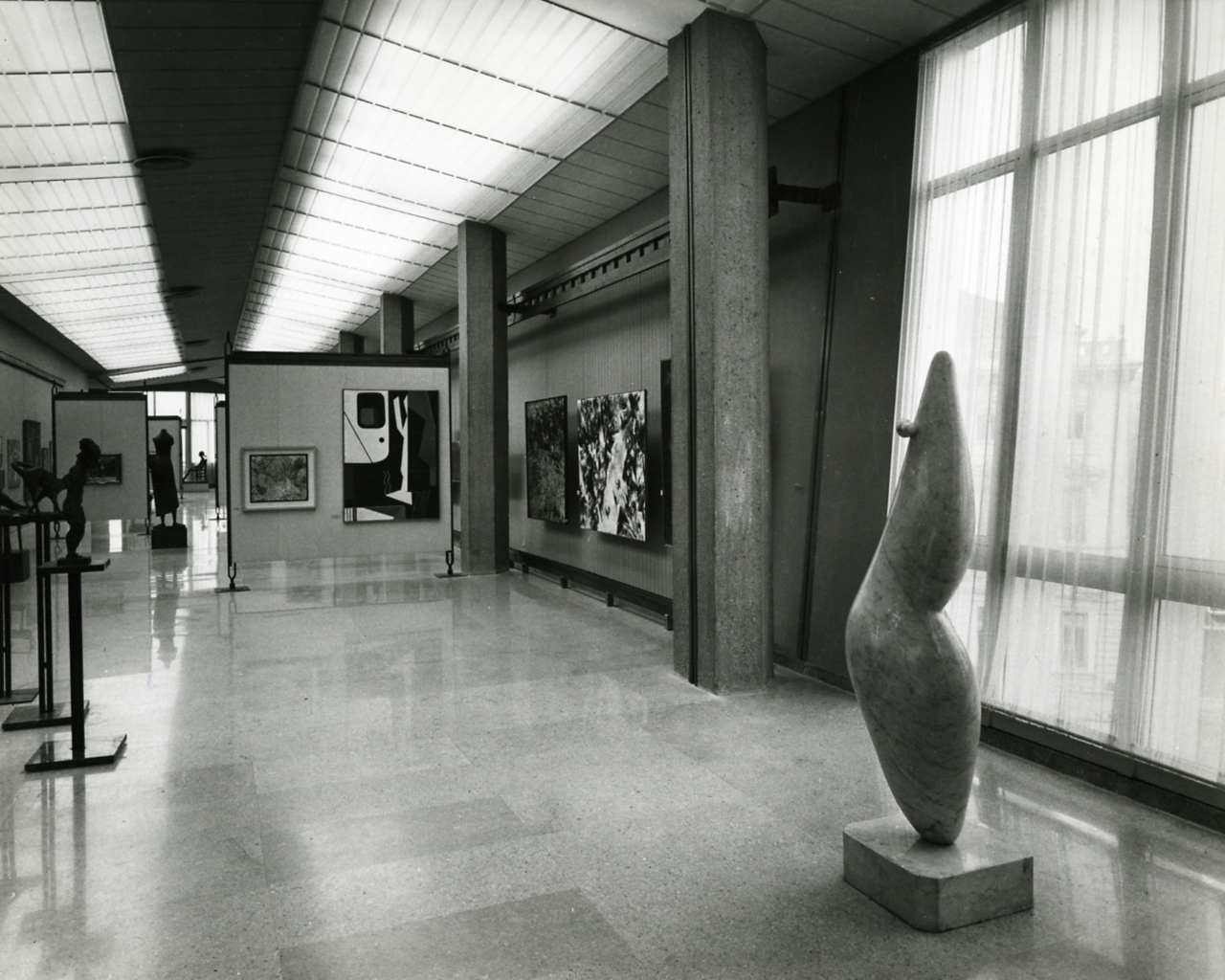

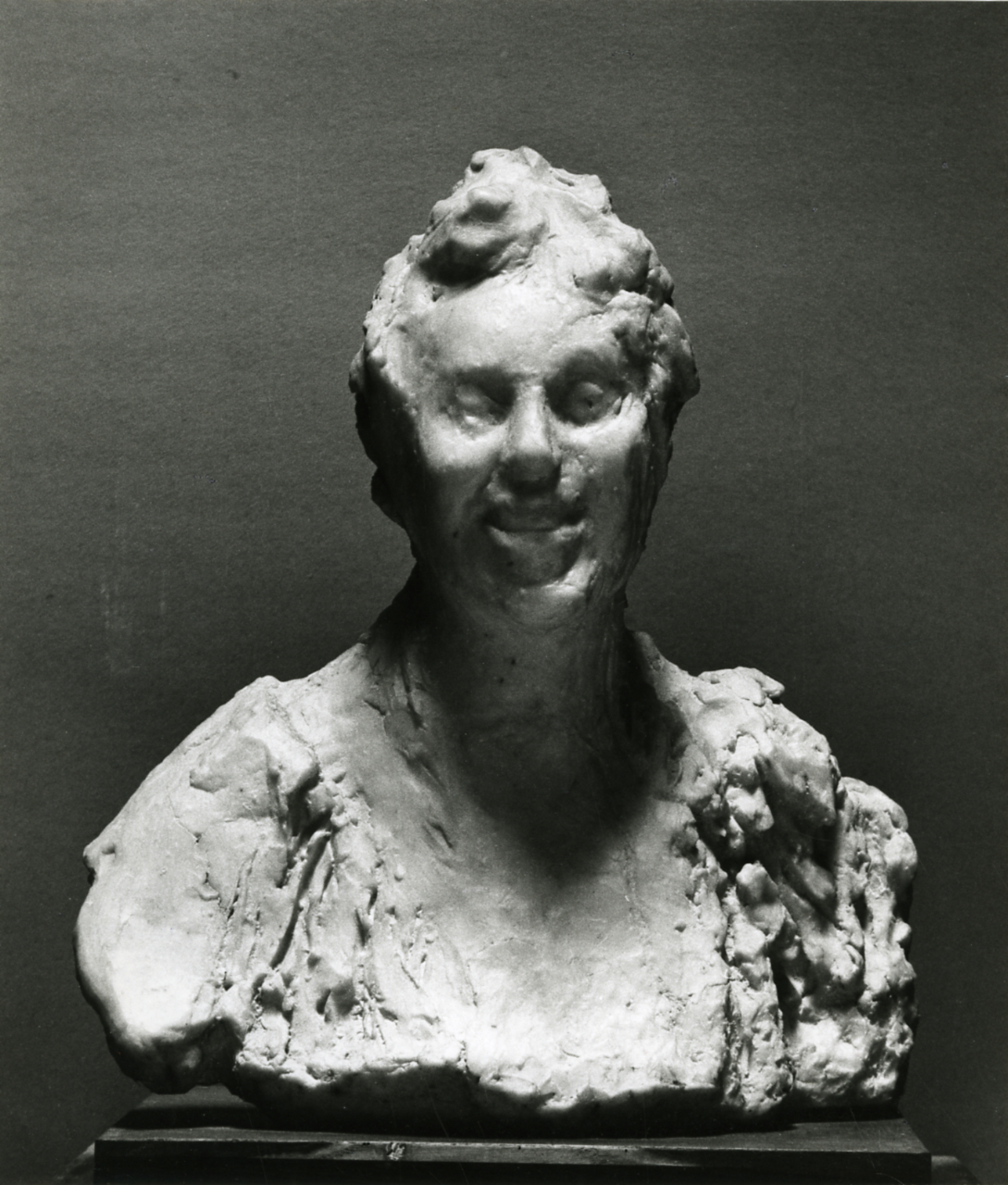

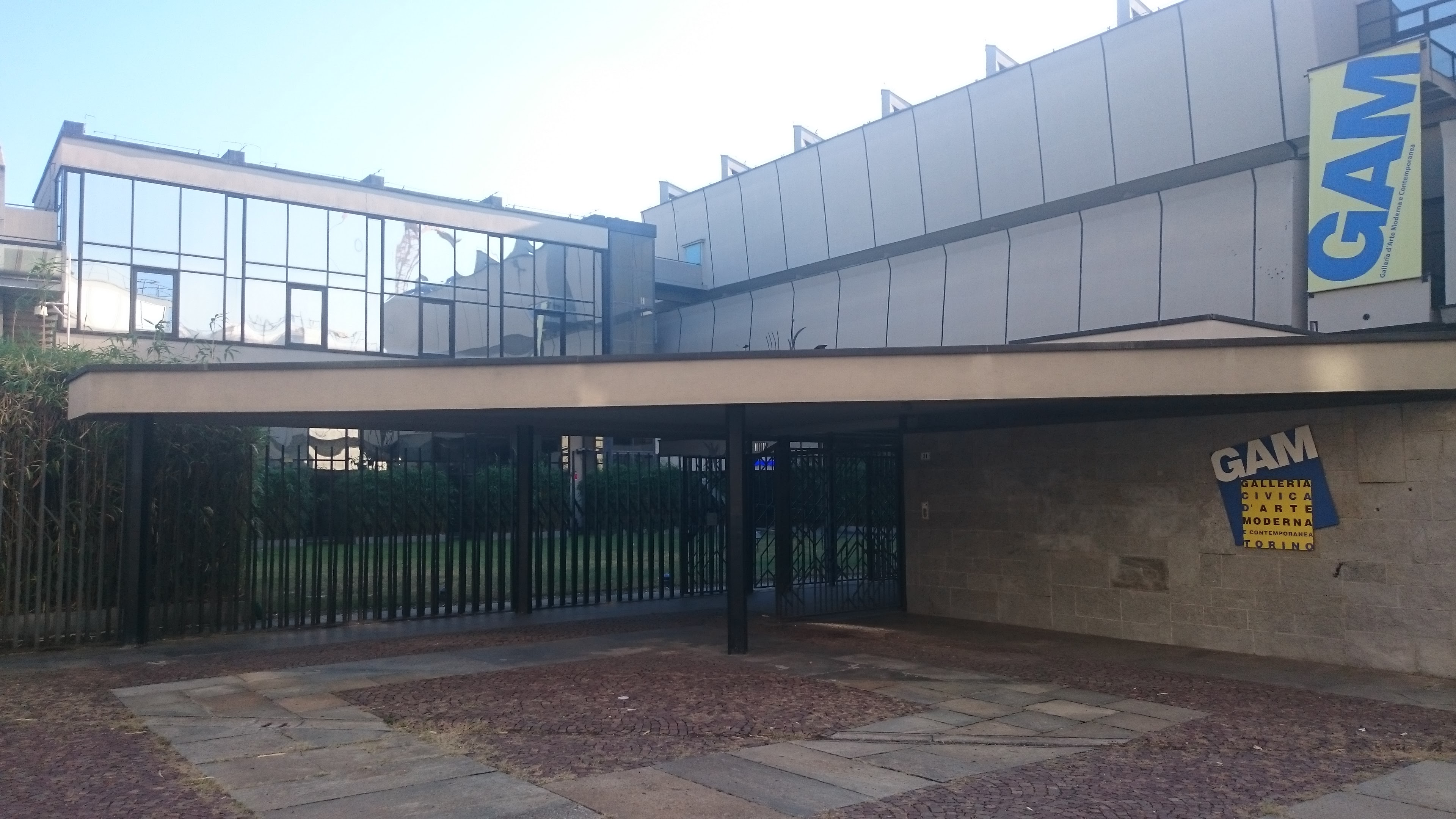

这座城市的现代艺术收藏始于1863年，成为意大利第一个推广现代艺术收藏的城市。